# Noemie Fox
Pour les articles homonymes, voir Fox.
Noemie Fox, née le 19 mars 1997, est une céiste et kayakiste franco-australienne pratiquant le slalom.

## Biographie
Noemie Fox est la fille de Richard Fox et Myriam Fox-Jérusalmi, deux anciens champions du canoë-kayak slalom. Sa sœur aînée Jessica Fox pratique aussi le canoë-kayak à haut niveau.
Aux championnats du monde de slalom 2017, elle remporte la médaille d'argent en C1 par équipes, avant de remporter l'or deux ans plus tard à La Seu d'Urgell. Aux championnats du monde 2023 à Londres, elle obtient à nouveau l'or par équipes, cette fois en K1.
Aux Jeux olympiques de Paris en 2024, elle remporte la médaille d'or en kayak-cross, devenant ainsi la première championne olympique de l'histoire dans cette discipline.

## Palmarès

### Championnats du monde de canoë-kayak slalom
- 2017 à Pau, France
  -  Médaille d'argent en C1 par équipes
- 2019 à La Seu d'Urgell, Espagne
  -  Médaille d'or en C1 par équipes
- 2023 à Londres, Royaume-Uni
  -  Médaille d'or en K1 par équipes

### Jeux olympiques
- 2024 à Paris, France
  -  Médaille d'or en kayak-cross